# 植物形態學
植物形態學（英語：Plant morphology、phytomorphology） 是一門研究植物的外部形態及構造的科學。Bold等人 （1987年）定義為植物的「構造、組成、發育之個體發生及親緣關係之研究」

## 內容及範圍
在二十世紀中期之後開始與專注在植物內部構造的植物解剖學區分開來。傳統的植物分類學所採用的特徵極大一部份為植株的外部形態，因而形態學家亦注重個體發生、親緣關係等議題。
傳統的植物形態學所研究的對象是傳統上被歸類於植物的分類群，如微生物、真菌，以及藻類 (含藍綠藻)、苔蘚、維管束植物等綠色植物、植物化石、部份原生生物等。
因此形態學的內容通常依較大分類群區分，講述其外部形態，以及不同類群間形態演化適應的關係。這或多或少涉及了植物分類學範疇，有助於理解分類群間的關係；而與植物生理學相關聯的部份常是在其外部構造(即形態)與生理功能之間的關係；與植物解剖學則是其研究層級不同所造成的差異。

### 原核生物
- 原核生物：如細菌、藍綠藻。

### 真核生物－綠色植物
- 藻類：綠藻、
- 陸生植物：苔蘚、蕨類、裸子植物、被子植物

### 真核生物－菌類
真菌：
原生生物：某些類群與真菌相類似，如水黴、黏菌等。

### 化石植物
古植物。